# Gutshaus Kleinbeeren

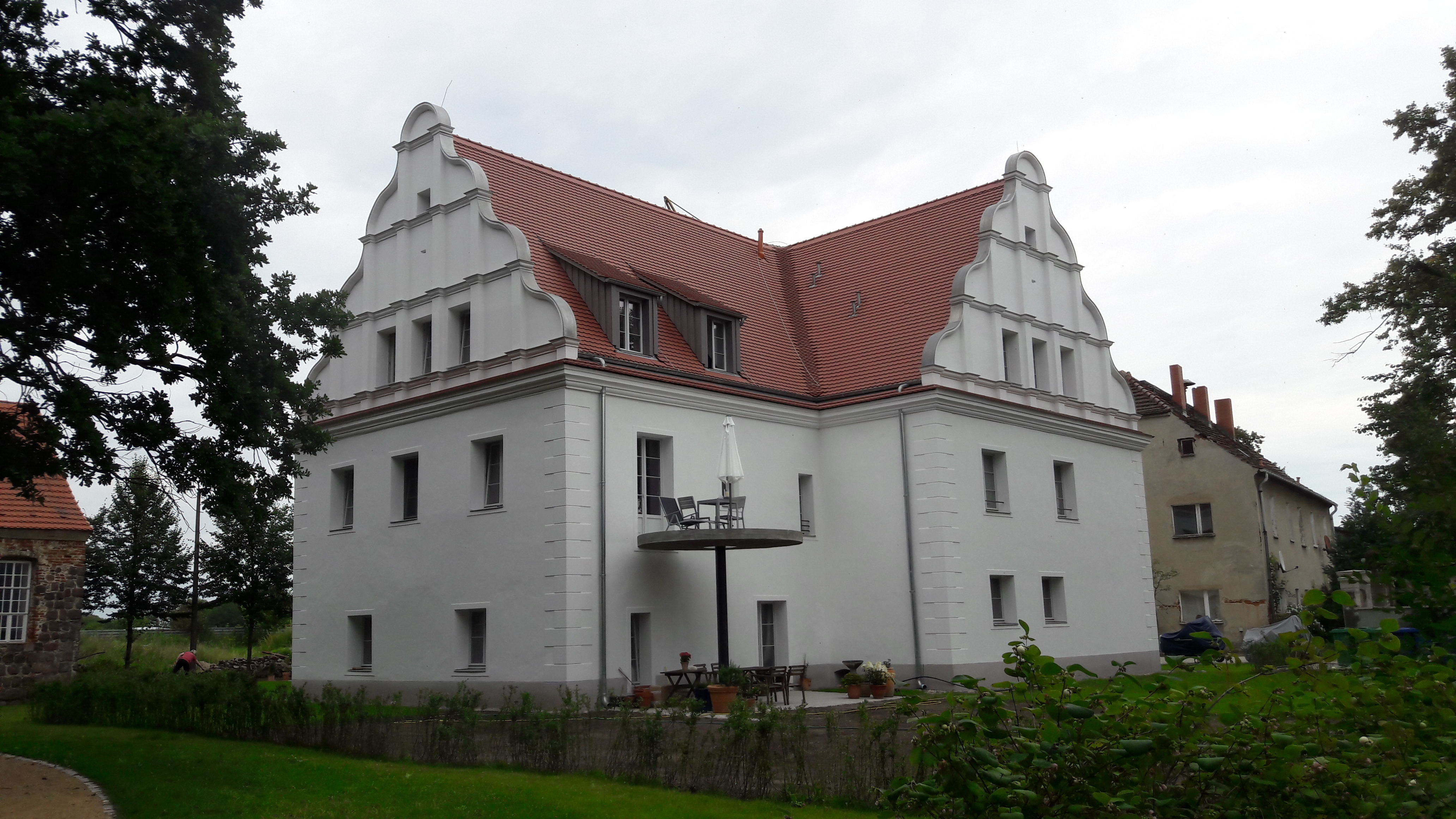
Gutshaus Kleinbeeren

Das Gutshaus Kleinbeeren (offizielle Bezeichnung in der Landesdenkmalliste Gutsanlage Kleinbeeren, bestehend aus Altem Herrenhaus, Gutsgebäude und Bärentor) ist ein denkmalgeschütztes Herrenhaus in Kleinbeeren, einem Ortsteil der Gemeinde Großbeeren im Landkreis Teltow-Fläming im Land Brandenburg.

## Lage
Die Dorfstraße liegt im nordwestlichen Teil der Gemarkung und verläuft in West-Ost-Richtung. Im östlichen Teil steht das Gutshaus; nordwestlich die Dorfkirche Kleinbeeren.

## Geschichte

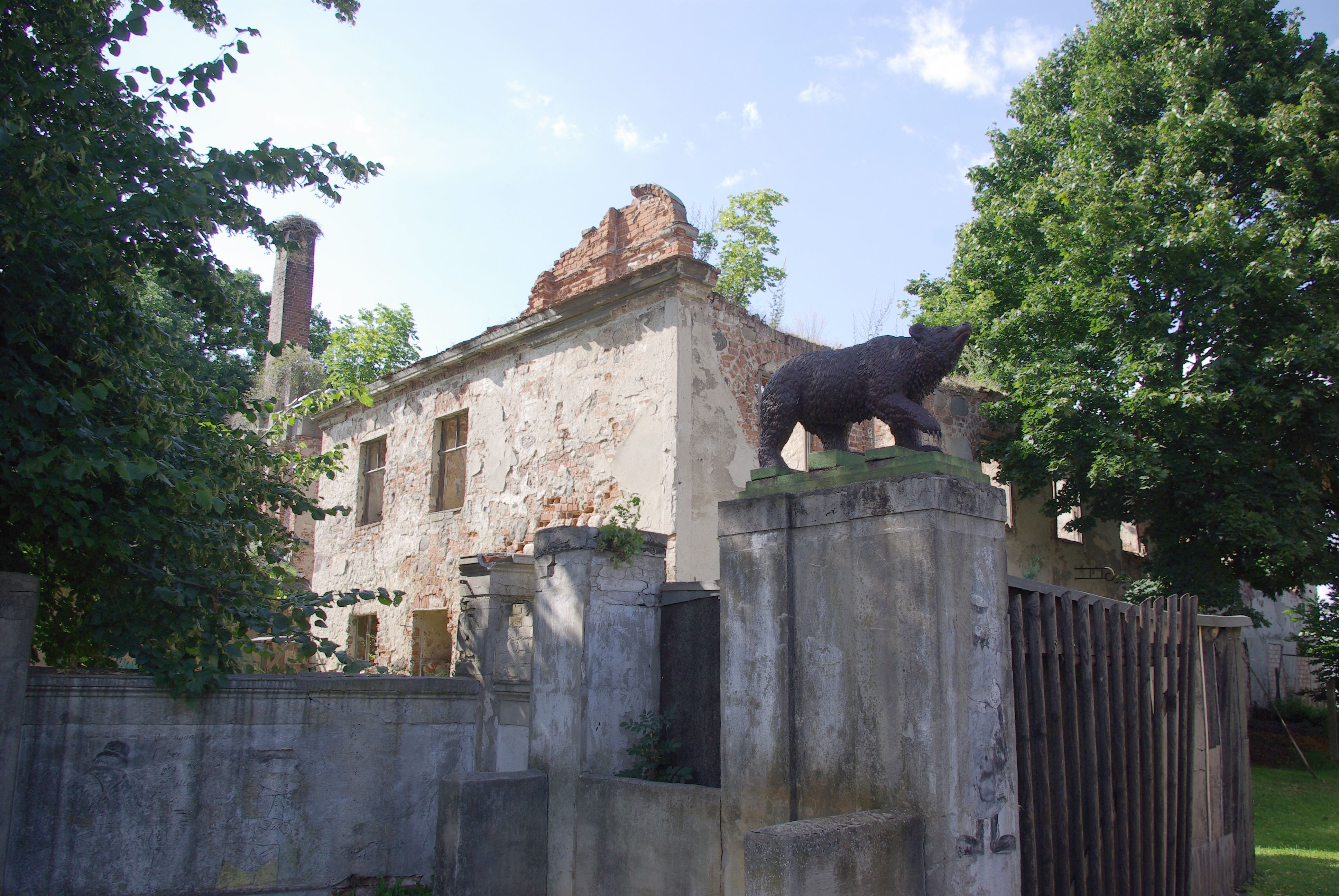
Zustand vor der Sanierung

Das Gebäude wurde ausweislich einer Magisterarbeit der TU Berlin um 1600 oder sogar am Ende des 16. Jahrhunderts errichtet. Das BLDAM gibt in seiner Denkmalliste die zweite Hälfte des 16. Jahrhunderts an. Der Ort war zu dieser Zeit im Besitz derer von Beeren. Hiltrud und Carsten Preuß weisen in ihrem Werk Die Guts- und Herrenhäuser im Landkreis Teltow-Fläming darauf hin, dass es sich bei dem Gutshaus um einen Typ der sogenannten „Großen Häuser“ handelt. Aus Forschungen ist bekannt, dass sich zu Beginn des 16. Jahrhunderts die Grundrisse der Gutshäuser dadurch vergrößerten, dass Räume für Bedienstete in dieser Zeit aus zuvor separaten Gebäuden in das Wohnhaus integriert wurden. In Kleinbeeren existiert ein quadratischer Anbau, der eine solche Funktion erfüllen könnte.
Das Gebäude wurde in der zweiten Hälfte des 19. Jahrhunderts erweitert. Nach häufigen Besitzerwechseln erwarb die Stadt Berlin im Jahr 1881 die Gemarkung, um sie als Rieselfelder zu nutzen. In dem Heim war in dieser Zeit von 1866 bis 1945 eine „Erziehungsanstalt für verwahrloste Mädchen“ untergebracht.
Im Zweiten Weltkrieg wurde das Bauwerk beschädigt und diente in dieser Zeit als Arbeiterheim. Ende der 1950er Jahre wurden das Dach und andere Bauteile abgenommen. In den 1960er-Jahren kam es zu einem Brand, bei dem das Bauwerk erheblich beschädigt wurde. Anschließend verfiel es zunehmend bis 2004 Studenten der Fachhochschule Potsdam eine Bauaufnahme erstellten und ein Nutzungskonzept entwickelten. In den Jahren 2015/2016 wurde es als Mehrfamilienhaus wiederaufgebaut.

## Baubeschreibung
Das zweigeschossige Bauwerk besitzt einen T-förmigen Grundriss, das auf einem tonnengewölbten Keller errichtet wurde. Der zur Straßenseite vorhandene Vorbau diente in den 1930er Jahren als Bäckerei. Hiltrud und Carsten Preuß machen darauf aufmerksam, dass die beiden hochrechteckigen Fenster im Obergeschoss „keine axiale Entsprechung“ zu den quadratischen Fenstern im Erdgeschoss haben. An der Nord- und Südseite befanden sich zwei Schweifgiebel, die im Zuge des Wiederaufbaus wiederhergestellt wurden.